# Тодеско, Мориц
Мориц фон Тоде́ско (нем. Moritz von Todesco; 5 ноября 1816, Вена — 17 июля 1873, там же) — австрийский предприниматель, банкир и меценат.

## Биография
Мориц Тодеско происходил из еврейской семьи, прежде носившей фамилию Гиршль. С 1848 года вместе со старшим братом Эдуардом Мориц возглавлял торговый дом Hermann Todesco’s Söhne и связанный с ним частный банк. С 1858 года братья Тодеско также владели текстильной фабрикой в Граматнойзидле. В 1861 году император Франц Иосиф I возвёл Морица Тодеско в рыцарское звание, и Мориц вошёл в так называемое «второе общество», к которому в Австрии относили новоявленное дворянство, происходившее из крупной буржуазии.
В сожительстве с субреткой Генриеттой Трефц у Морица Тодеско родились две дочери Франциска (1846—1921) и Луиза Генриетта (1850—?). Как и брат Эдуард с супругой Софией Тодеско, Мориц Тодеско и Генриетта Трефц держали в Вене популярный салон. В нём «король вальсов» Иоганн Штраус и познакомился с Генриеттой Трефц. В начале 1862 года Трефц покинула дом Тодеско и 27 августа 1862 года в соборе Святого Стефана вышла замуж за Штрауса, оставив детей на попечении отца.
В 1862 году Мориц Тодеско возвёл собственный дворец неподалёку от дворца брата на Вальфишгассе 4, который был полностью разрушен в результате бомбардировки 12 марта 1945 года. В настоящее время на этом месте располагается здание Городского театра на Вальфишгассе. В Хинтербрюле Мориц Тодеско возвёл виллу, где в настоящее время располагается главный офис благотворительной организации «Детские деревни — SOS».